# Fibra amielínica
Fibras Amielínicas são fibras nervosas ou axônios que também são envolvidas pelas células de Schwann ou por oligodentrócitos mas não ocorre o enrolamento em espiral.
A Baínha de mielína é formada por células de Schwann no sistema nervoso periférico, e por oligodendrócitos no sistema nervoso central, e tem como função propiciar a condução saltatória e consequentemente mais rápida dos estímulos nervosos.